# Nachal Seraja
Nachal Seraja (hebrejsky: נחל שריה, arabsky: Vádí al-Kusab) je vádí v severním Izraeli, v regionu Vádí Ara.
Začíná v nadmořské výšce okolo 400 metrů nad mořem, na jižním okraji vesnice Mej Ami, poblíž hranice mezi Izraelem a Západním břehem Jordánu. Jde o mělké údolí obklopené převážně zalesněnými svahy. Vádí pak směřuje k západu, respektive severozápadu, přičemž se postupně zařezává do okolního terénu a vytváří mohutný kaňon. Jihozápadně od vádí stojí na návrší vesnice al-Arian, přímo v údolí pak stojí živelně vzniklá osada al-Mu'alaka. Zde vádí zprava přijímá toky Nachal Dalit a vádí al-Mu'alaka. Stáčí se pak k jihozápadu a vede údolím, kde se lesnaté úseky střídají s rozptýlenou zástavbou, která pak houstne s tím, jak se vádí blíží k městu Ar'ara, na jehož severovýchodním okraji, poblíž dálnice číslo 65 ústí zleva do vádí Nachal Iron (známého jako Vádí Ara), které jeho vody odvádí do Středozemního moře.